# Cradle of Filth
Cradle of Filth (англ. колиска бруду) — англійська метал-група, заснована Деніелом Ллойдом Деві 1991 року, яка починала із дез/треш-металу. У 1993 році їхній стиль змінився в симфонічний блек-метал з яскраво вираженою готик-метал-складовою. Також відчувається вплив традиційного (Nymphetamine) і дез-метала (Damnation and A Day, Nymphetamine), а частина композицій із двох останніх альбомів — Nymphetamine і Thornography — виконана в стилі «готік-метал» з блек/дез-елементами. Група змінила блек-метал одночасно із норвежцями Dimmu Borgir, додавши клавішні, симфонізм, жіночий вокал.
Стилістику й самобутність групи визначає в основному голос: унікальний вокал Дені Філта є своєрідною візитівкою гурту — його унікально хрипкий горловий фальцет дозволяє йому виконувати немислимі для звичайного вокаліста партії, а на інтермедіях видавати справді пекельні крики.

## Чинний склад групи
- Дені Філт / Dani Filth (Daniel Lloyd Davey) — вокаліст, автор лірики
- Пол Аллендер / Paul Allender — гітарист
- Чарльз Ґеджер / Charles Hedger — гітарист
- Едріан Ерландссон / Adrian Erlandsson — ударник
- Дейв Пайбус / Dave Pybus — басист
- Сара Джезебель Дева / Sarah Jezebel Deva (Сара Джейн Ферридж / Sarah Jane Ferridge) — жіночий бек-вокал
- Розі Сміт / Rosie Smith — клавішні
- Мартус / Marthus (Мартин Шкарупка / Martin Škaroupka) — сесійні ударні (2006 —)

## Дискографія
- The Principle of Evil Made Flesh (1994)
- Dusk... and Her Embrace (1996)
- Cruelty and the Beast (1998)
- Midian (2000)
- Bitter Suites to Succubi (2001)
- Damnation and a Day (2003)
- Nymphetamine (2004)
- Thornography (2006)
- Godspeed on the Devil's Thunder (2008)
- Evermore Darkly (2011)
- The Manticore and Other Horrors(2012)
- Hammer of the Witches (2015)
- Cryptoriana – The Seductiveness of Decay (2017)
- Existence Is Futile (2021)
- The Screaming of the Valkyries (2025)

## Відеографія
- «From the Cradle to Enslave» 1999
- «Her Ghost in the Fog» 2000
- «Born in a Burial Gown» 2001
- «No Time to Cry» 2001
- «Scorched Earth Erotica» 2001
- «Babalon A.D. (So Glad for the Madness)» 2003
- «Mannequin» 2003
- «The Promise of Fever» 2003
- «Nymphetamine» 2004
- «Temptation» 2006
- «Tonight in Flames» 2007
- «The Foetus of a New Day Kicking» 2007
- «Honey and Sulphur» 2008
- «The Death of Love» 2009
- «Forgive Me Father (I Have Sinned)» 2010
- «Lilith Immaculate» 2011
- «Frost On Her Pillow» 2012

| Валторна | Це незавершена стаття про музичний колектив. Ви можете допомогти проєкту, виправивши або дописавши її. |